# Edificios del Almirantazgo

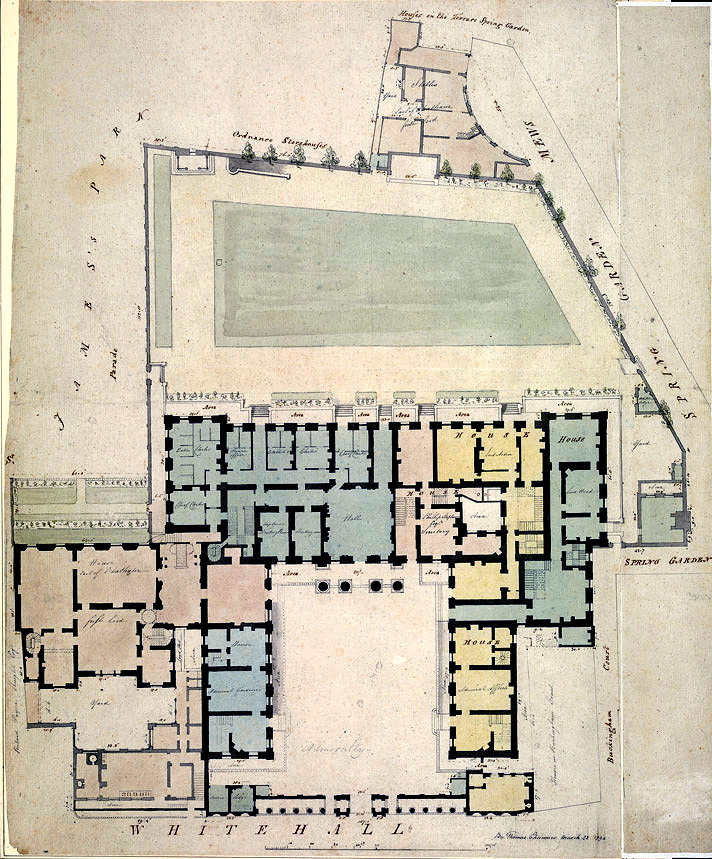
El complejo de edificios del Almirantazgo en 1974.

Los edificios del Almirantazgo (en inglés: Admiralty Buildings) son un conjunto de edificios históricos de la Ciudad de Westminster, Londres (Reino Unido), que reúne las estructuras usadas por el antiguo Almirantazgo británico durante sus dos siglos y medio de existencia. Incluye al edificio original del Antiguo Almirantazgo (Ripley Building), la Admiralty House, la Admiralty Extension, la ciudadela del Almirantazgo y el arco del Almirantazgo. Todos estos edificios, la mayoría unidos por espacios comunes o accesos peatonales, se encuentran delimitados por Whitehall al este, el Horse Guards Parade y Horse Guards Road al oeste, y The Mall al norte, en una zona que solía denominarse «terrenos del Almirantazgo».
Similarmente a otras edificaciones en torno a Whitehall, son edificios clasificados como monumentos históricos de grado I o II, mientras que el complejo en su totalidad está catalogado como conjunto arquitectónico de grado II por su excepcional importancia en la historia de la Administración civil y militar británica. Suelen estar abiertos al público durante las jornadas de puertas abiertas de Londres.

## Antiguo Almirantazgo (Edificio Ripley)

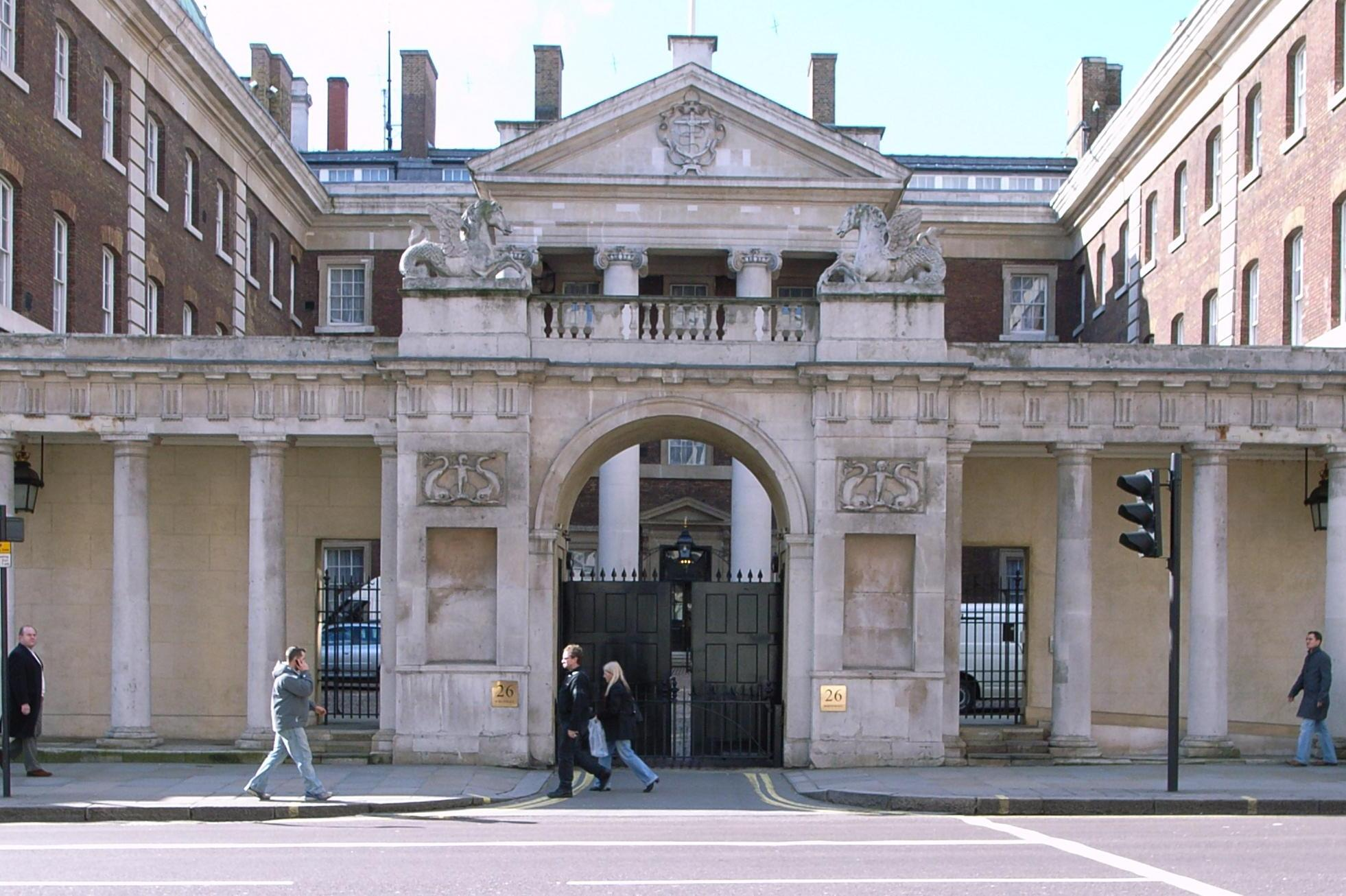
Edificio Ripley

El más antiguo de estos edificios, construido a partir de 1723 e inaugurado en 1726, es el Antiguo Almirantazgo (Old Admiralty), oficialmente y de uso común Edificio Ripley, ubicado cerca del extremo norte de Whitehall, entre el Teatro Trafalgar al norte y la Admiralty House al sur (con la que está unido). En él fueron celebradas y firmadas algunas de las actas más notables de la historia naval británica. El edificio está identificado con Horatio Nelson y su famoso funeral de Estado, que partió de su patio.
El arquitecto, Thomas Ripley, lo diseñó como el primer edificio del Reino Unido destinado a ser edificio de oficinas desde su concepción. Durante casi tres siglos alojaba el cuartel general del lord gran almirante (comandante en jefe de la Marina Real británica), quien también era unos de los lores comisionados y presidente de la Junta del Almirantazgo, que se reunía en la famosa sala de juntas del Almirantazgo. El bloque occidental constituye el brazo oriental de la Admiralty Extension, con sus elementos neoclásicos de la segunda mitad del siglo XIX. En el lado oriental del patio, en paralelo a la avenida, se extiende un muro de pantalla a media altura, en medio del cual está la puerta de entrada exterior. Diseñado por Robert Adam, está realizado en piedra con elementos clásicos que incluyen una columnata y entablamento dóricos con triglifos en el friso y un arco de entrada en el centro, que aportaron al edificio la elegancia arquitectónica de la que carecía anteriormente. Las columnas están coronadas por una balaustrada que protege un ático, en cutos extremos destacan esculturas de hipocampos alados.
La habitación más destacada del edificio es la sala de juntas, con su famosa rosa de los vientos que decora la pared de la chimenea, cuya repisa está decorada con tallas de instrumentos de medición de gran detalle. El techo exhibe un artesonado octogonal rematado por una superficie cubierta de patrones de círculos entrelazados y rosetas. Algunos de los objetos de valor en la sala de reuniones que se han conservado hasta la actualidad incluyen un gran retrato de Nelson, otro de Guillermo IV, una mesa de reuniones y sillas que datan de 1788, instrumentos de medición originales, una maza ceremonial, un ejemplar de la insignia del timonel del Almirantazgo, una copia del Reglamento del mar, un modelo del HMS Victory y un grabado de El microcosmos de Londres.

## Admiralty House

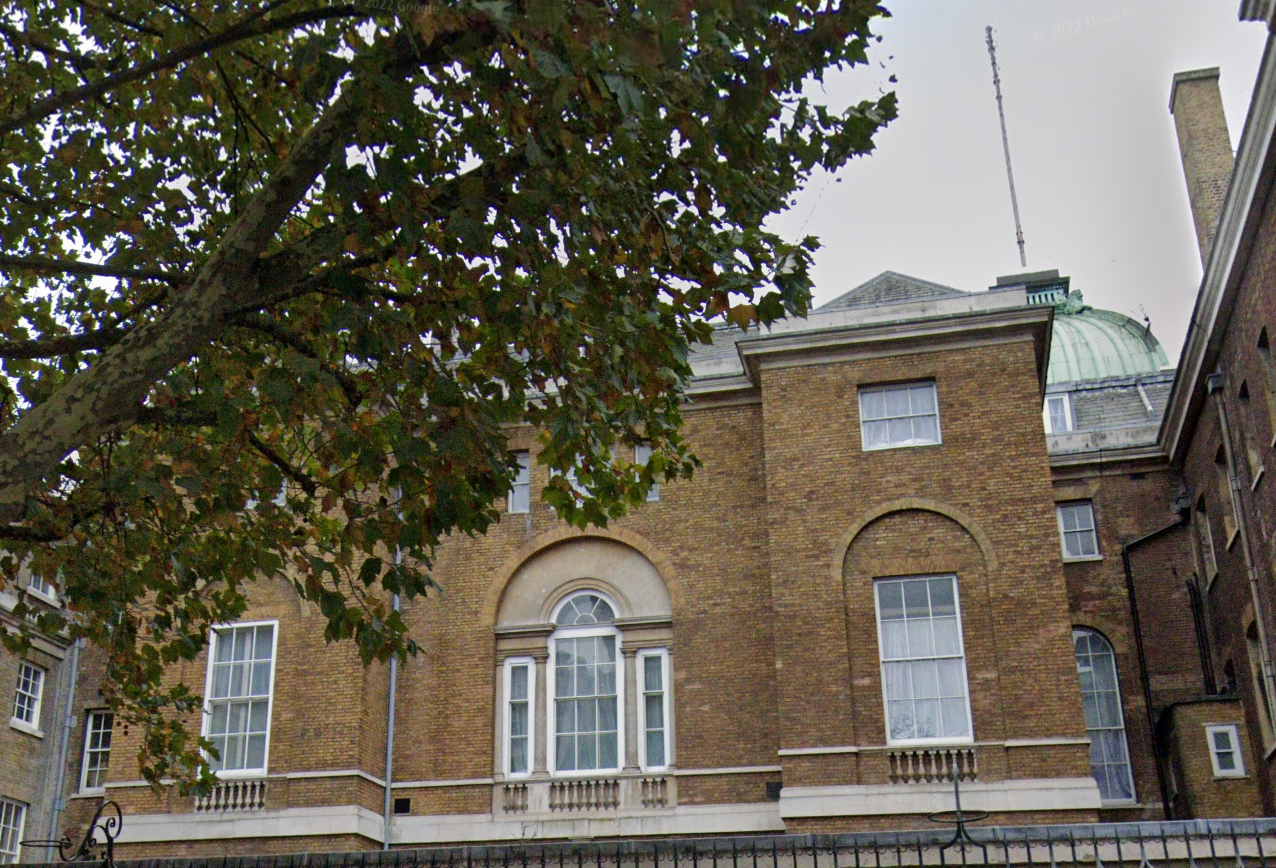
Admiralty House de Londres

La Admiralty House (lit. ‘casa del almirantazgo’) es la más pequeña de estas estructuras; se encuentra entre el Ripley Building al norte y el Whitehall 36 (a veces llamado Parliamentary Counsel Building, edificio inaugurado en 1733 que solía alojar las oficinas del contable militar general, Paymaster General), que lo separa al sur del edificio de Horse Guards, dando a Whitehall. La Admiralty Extension se une con este edificio al noroeste. 
Inaugurado en 1788, se trata de un edificio de modestas proporciones construido en ladrillo, con una fachada principal simétrica, de tres plantas (cuatro si se considera la buhardilla). El sótano en este lado del edificio está conectado con la salida sur del Antiguo Almirantazgo. El edificio, con sus interiores neoclásicos, fue diseñado por Samuel Pepys Cockerell con el objetivo de servir como residencia del primer lord del Almirantazgo Richard Howe, y desde entonces como residencia particular de todos sus sucesores en el cargo.  (hasta 1964, año de creación del Departamento de la Armada). Este edificio fue el primero de muchas Admiralty Houses que tenían fines similares (residencia y centro de operaciones de los comandantes locales) en la mayoría de bases navales por todo el Imperio británico.  
En las últimas décadas el acceso al Admiralty House solo ha sido posible a través del edificio del Antiguo Almirantazgo (tanto por el edificio como por su patio), ya que carece de entrada propia desde Whitehall. Su planta baja alberga actualmente las salas de reuniones de la Oficina del Gabinete, mientras que las plantas superiores sirven para residencias ministeriales.

## Admiralty Extension

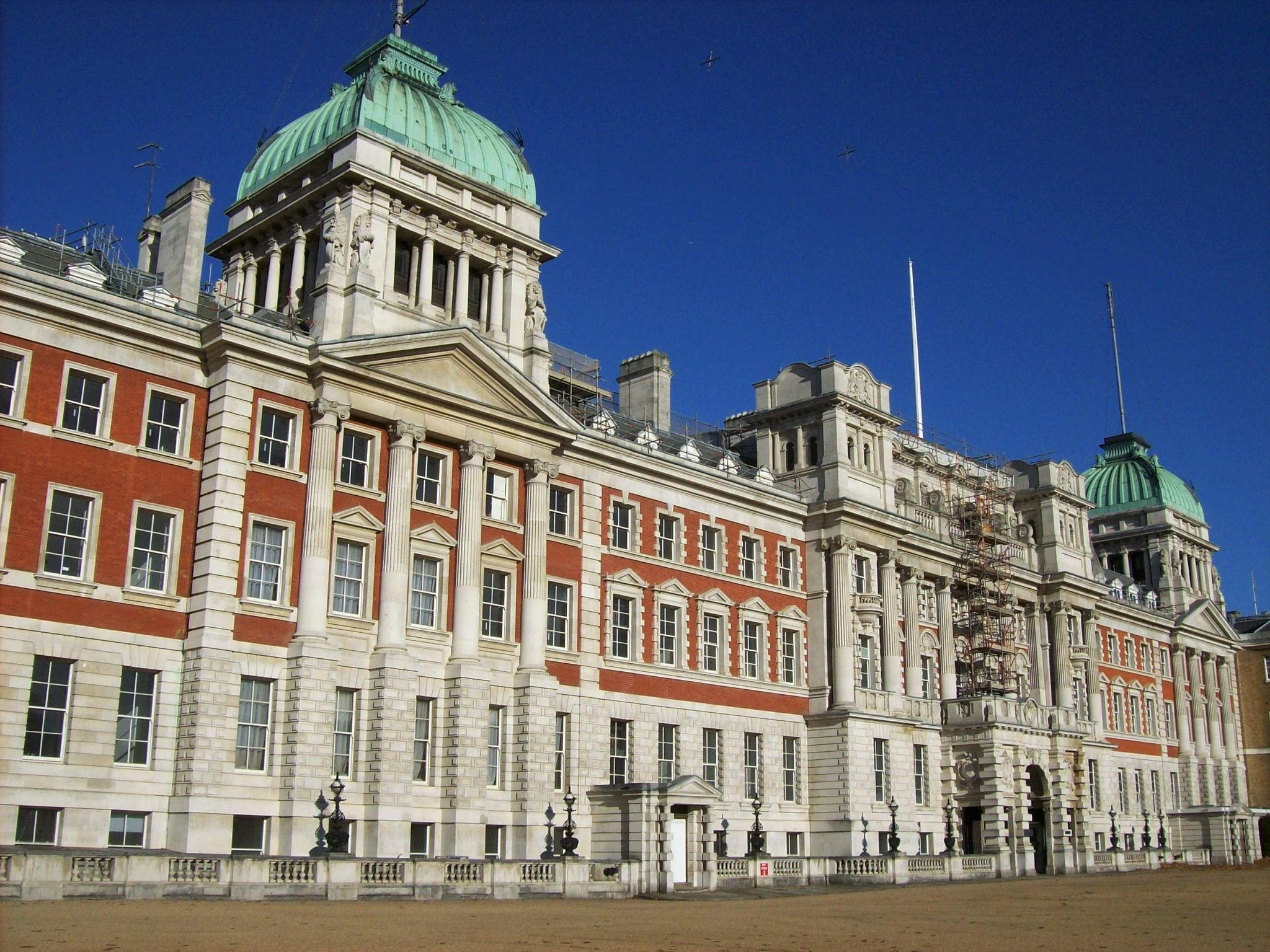
Admiralty Extension desde el Horse Guards Parade

La Admiralty Extension (lit. ‘Extensión del Almirantazgo’) es el más grande y espacioso de los edificios del Almirantazgo. Se trata de una amplia estructura de cuatro alas dispuestas en forma de «manzana» cuadrada con un patio de entrada en el centro, que fue diseñado par acomodar cientos de espacios de oficinas y reuniones, poco común para la época.
Su planificación comenzó en la segunda mitad del siglo XIX, a partir de la Admiralty House en su esquina suroriental, y con el Edificio Ripley sirviendo como la ya construida ala oriental de la misma. La construcción se llevó de forma progresiva y lenta durante casi dos décadas, para acomodar las oficinas y espacios requeridos por la Armada conforme se desarrollaban los acontecimientos geopolíticos, y sobre todo en el marco de su carrera armamentística naval con el Imperio alemán, conocida como la Paz armada.
Durante su casi siglo y medio de antigüedad, el edificio ha sido testigo algunos de los acontecimientos más significativos de la historia del siglo XX del Reino Unido, siendo conocido entre otros por la operación Mincemeat. Ha servido además como escenario de distintas obras literarias y cinematográficas, y es conocido además por ser el lugar donde Ian Fleming ideó su saga de James Bond.
Es un de dos únicos grandes edificios gubernamentales en Whitehall construidos principalmente en ladrillo rojo (el otro siendo el complejo de Norman Shaw Buildings). Ocupa casi una hectárea de terreno y fue construido al estilo Reina Ana con influencias de la arquitectura francesa, con torres y fachadas que integran gran cantidad de elementos clásicos. que combina el ladrillo con piedra de Pórtland blanca almohadillada.
Cuenta con tres plantas, además de una cubierta abuhardillada, siendo una adición posterior, y destaca por varias torres en su azotra y múltiples chimeneas. Su emblemática ala sur, que da al Horse Guards Parade, es una adición realizada en la última fase del proyecto (terminada en 1905). Esta fachada exhibe grande pórticos y decorado que consta de columnas, pilastras, púlpitos abalaustrados, frontones, grabados y estatuas. El tramo central está dividido por columnas jónicas con volutas, estriadas en tres cuartos de su altura (salvo la parte inferior), adentradas en sus respectivos balconcillos (dos de ellas más adelantadas hacia el balcón que corona a la entrada). El remate de la planta baja está decorado con escudos y sellos en relieve del Almirantazgo y de la Marina Real.

## Ciudadela del Almirantazgo

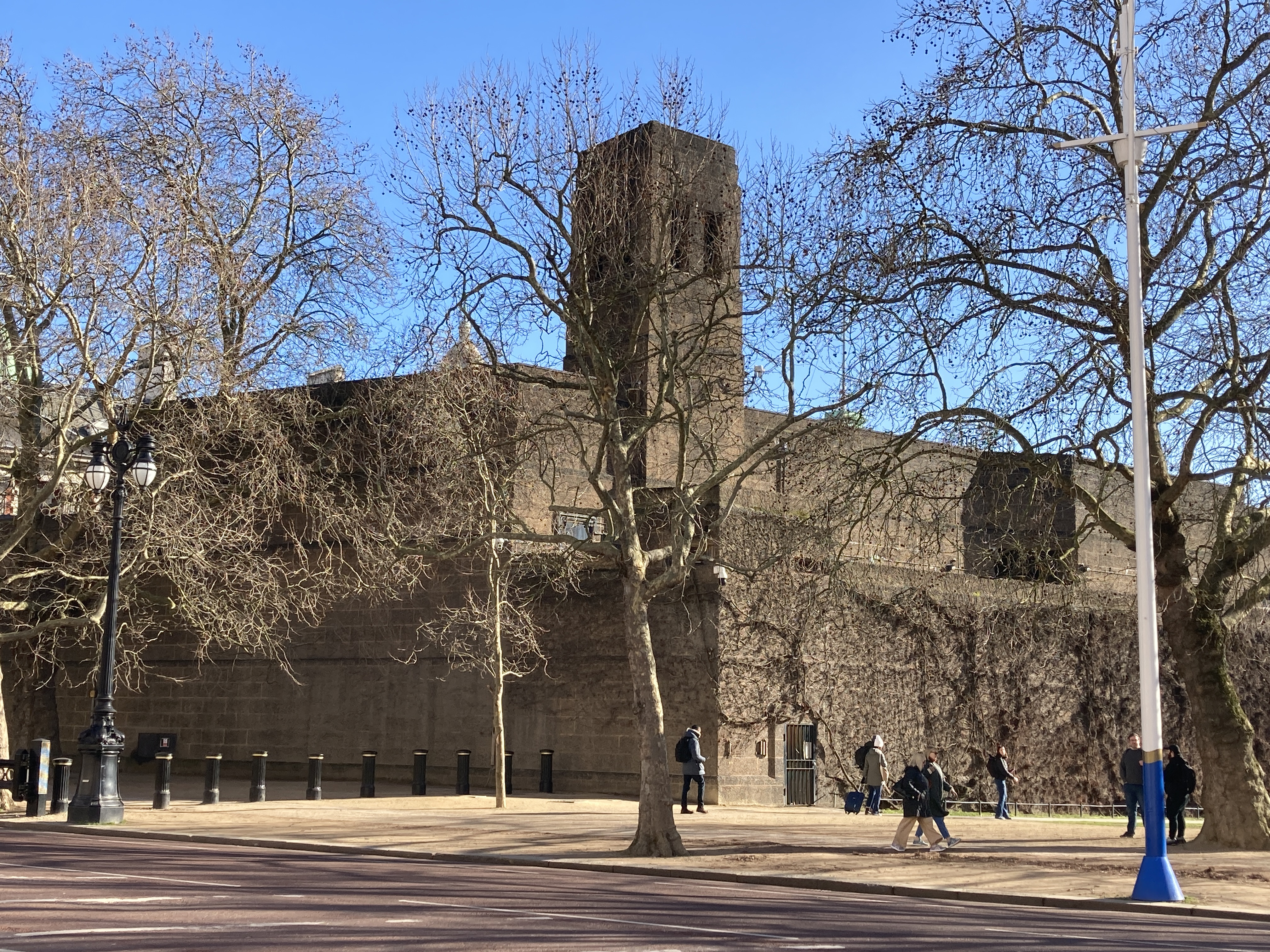
Ciudadela del Almirantazgo

La ciudadela del Almirantazgo (Admiralty Citadel), adyacente al ala occidental de la Admiralty Extension, dando a The Mall, es una estructura militar construida a partir de 1939, poco antes de comenzar la Segunda Guerra Mundial, que ya parecía inevitable (como también la participación del Reino Unido en ella), para servir como centro de operaciones a prueba de bombas para el Almirantazgo. Consiste en el edificio de estilo brutalista y unas instalaciones subterráneas (uno de cuatro complejos militares subterráneos en la ciudad de Londres, junto a Pindar, los Cabinet War Rooms y Q-Whitehall).
Se trata del edificio fortificado moderno más destacado de la ciudad, y único de su tipo, considerado generalmente la última edición al Antiguo Almirantazgo (una extensión más en tiempos de guerra), cuya forma arquitectónica, centrada únicamente en la funcionalidad militar, contrastaba (y sigue contrastando) con los edificios del entorno. Ya que se construyó en vísperas de la guerra, estaba equipado y preparado para cumplir su objetivo desde su misma construcción, la cual se guardaba al principio en alto secreto, habiendo prohibido a la prensa incluso reconocer su existencia.
El proyecto de la ciudadela se llevó a cabo por el Ministerio de Obras. Sus cimientos tienen más de 9 metros de profundidad, y su techo de hormigón más de 6 metros de grosor. Se pretendía que en caso de una posible invasión alemana, el edificio se convirtiera en una fortaleza resistente al asedio, con posiciones de tiro para cañones y aspilleras para armas más ligeras. En el bombardeo de la Luftwaffe de 16 de abril de ese año, que afectó varios de los edificios del Almirantazgo, la ciudadela demostró su capacidad de resistencia.

## Arco del Almirantazgo

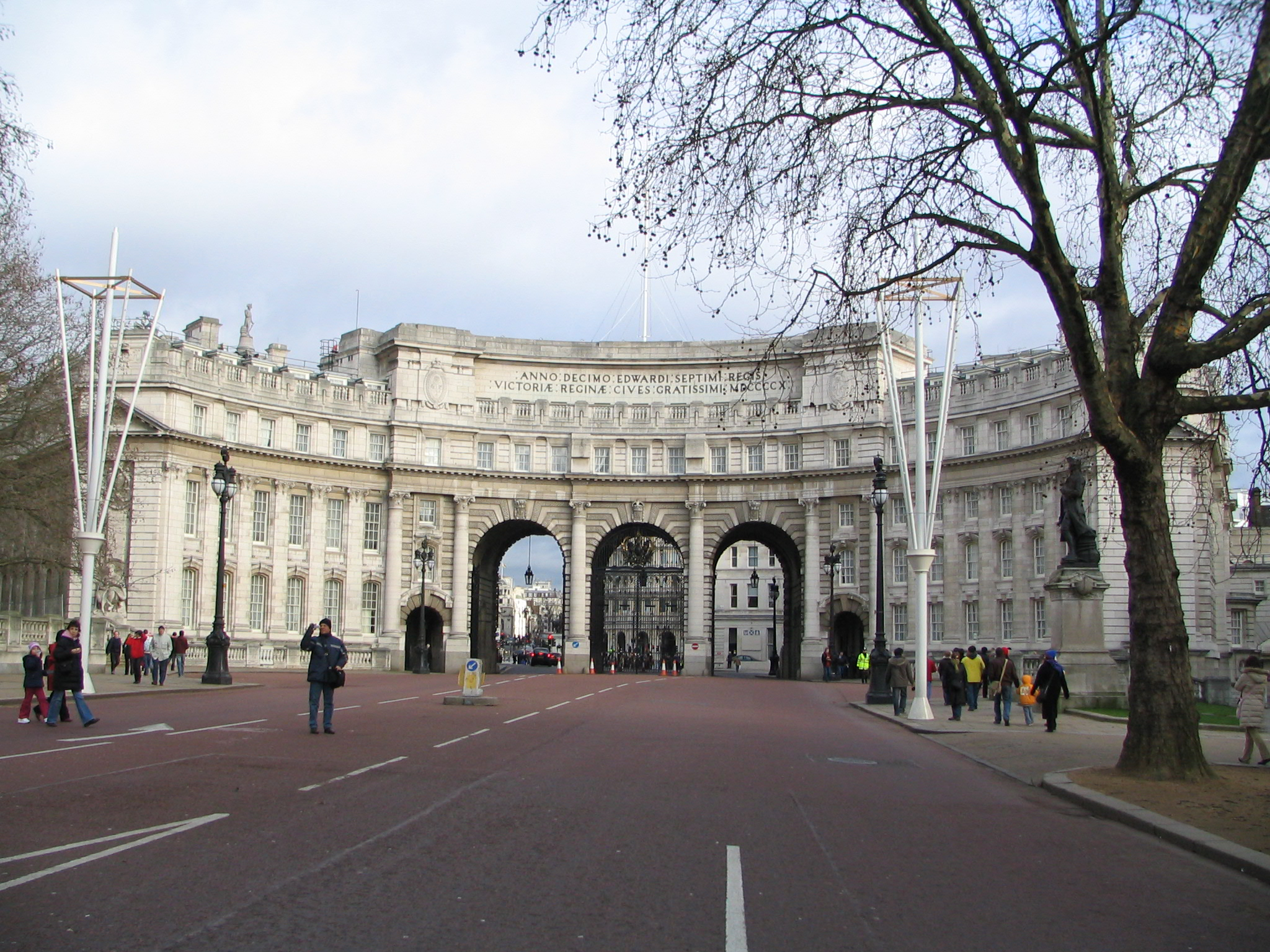
Arco del Almirantazg

El Arco del Almirantazgo (Admiralty Arch), ubicado entre The Mall al suroeste y Trafalgar Square al noreste, es una arcada triunfal que une dos extremos más anchos (con espacios de viviendas y oficinas) con fachadas semicirculares opuestas a ambos lados. Consta de tres grandes arcos de medio punto, y dos más pequeños a ambos lados para el paso peatonal. El arco central está normalmente cerrado con una verja y su uso está reservado a los miembros de la Familia Real británica para usos ceremonias. Los otros dos arcos grandes están abiertos para el paso de vehículos.
La estructura, la más tardía de todos los edificios del Almirantazgo, fue diseñada en 1910 por Aston Webb e inaugurada en 1912. Al sur, se encuentra adyacente al Antiguo Almirantazgo (al que está unida por un puente que cruza el camino de Admiralty Place). Su construcción fue comisionada por el rey Eduardo VII en memoria de su madre la reina Victoria, aunque murió antes de que fuera terminada.
Las figuras de La Navegación y La Artillería fueron diseñadas por el escultor inglés Thomas Brock, y en su exterior se ubica una estatua del capitán James Cook. Otro de sus rasgos destacados es su «nariz», una pequeña saliente sobre la pared interior más septentrional con la forma de una nariz humana. Una leyenda sostiene que representa a Eduardo VII, aunque otras fuentes afirman que es la nariz de Napoleón.
Actualmente el edificio aloja a la Unidad de Estrategia del Primer Ministro y el Destacamento de Fuerzas de Exclusión Social.